# Бербешти
Бербешти (рум. Berbești) — город в Румынии в составе жудеца Вылча.

## История
Археологические находки показывают, что эти места были обитаемы с античных времён, но долгое время это была обычная сельская местность. С 1970-х годов в этих местах стали добывать бурый уголь, что привело к их развитию, и в 2003 году коммуна Бербешти получила статус города.